# Kurt Bernhardi
Kurt Bernhardi (* 20. Oktober 1847 in Ebersbach/Sa.; † 17. Oktober 1892 in Grimma) war ein deutscher Pädagoge.

## Leben
Der vierte Sohn des Kaufmanns Kamillo Bernhardi wuchs in Leipzig und Dresden auf. In Dresden besuchte er die Annenrealschule, später das Gymnasium zum heiligen Kreuz. Ostern 1864 wechselte er auf die Thomasschule zu Leipzig und begann Ostern 1867 an der Universität Leipzig ein Studium der klassischen Philologie. Zu Michaelis 1868 wechselte er an die Universität Berlin, wo er bei Moriz Haupt seine Ausbildung fortsetzte. Hier beschäftigte er sich allem mit den Werken von Immanuel Kant. Michaelis 1869 kehrte er nach Leipzig zurück, wo er unter der Leitung von Friedrich Ritschl seine Promotionsarbeit in Angriff nahm. Als Hauslehrer in Plagwitz konnte er in ländlicher Abgeschiedenheit die dafür notwendigen Arbeiten durchführen. Im Sommer 1871 promovierte er in Leipzig mit der Dissertation De incisionibus anapaesti in trimetro comico graecorum und bestand seine Staatsprüfung als Lehrer.
Im Anschluss erhielt er eine Probelehrerstelle am Zittauer Gymnasium und wechselte 1872 an das Chemnitzer Gymnasium. Ostern 1880 wurde er vierter Oberlehrer am königlichen Gymnasium in Leipzig. Nachdem er 1882 einen Urlaub in Griechenland und Italien mit wissenschaftlichen Arbeiten verlebt hatte, wurde er 1884 Bibliothekar der Schule und erhielt einen Gymnasialprofessorentitel. Ostern 1888 wurde er Rektor der Realschule in Schneeberg, die 1890 in ein Gymnasium umgewandelt wurde. Am 19. Januar 1891 berief man ihn zum Rektor der sächsischen Landesschule Grimma, welches Amt er am 1. April desselben Jahres übernahm. Ab dem 8. Juni 1891 litt er an einem Magenleiden, welches selbst durch einige Kuren nicht weiter gelindert werden konnte und an dem Bernhardi schließlich 1892 verstarb.
Bernhardi heiratete am 2. Mai 1883 in Nürnberg die älteste Tochter des Nürnberger Kommerzienrates Messthaler Anna Elisabeth. Aus der Ehe stammen fünf Kinder, drei Jungen und zwei Mädchen. Seine Tochter, Hildegard Bernhardi, geb. 1886, heiratete 1907 den praktischen Arzt Georg Ose. Aus dieser Ehe stammen 4 Söhne; Karl, Fritz, Hans und Wilhelm.

## Werke (Auswahl)
- De incisionibus anapaesti in trimetro comico graecorum. Dissertatio. Leipzig 1871, (Online)
- De tones in mediis syncopates usu Aeschyleo. Chemnitz 1879
- Das Trankopfer bei Homer. In: Jahresbericht des Königlichen Albert-Gymnasiums Leipzig. 1885
- Text zum kulturhistorischen Bilderatlas des Altertums von Th. Schreiber. Leipzig 1888
- Bericht über die Eröffnung des Gymnasiums. Schneeberg 1889
- Schilderung der Festlichkeiten bei der Einweihung des neuen Schulgebäudes. Grimma 1892
- Die jüngste Entwicklung und die Aufgabe des Gymnasiums. Festrede am 24. September 1891. Grimma 1892